# Jōwa (período Heian)
Jōwa (承和?)

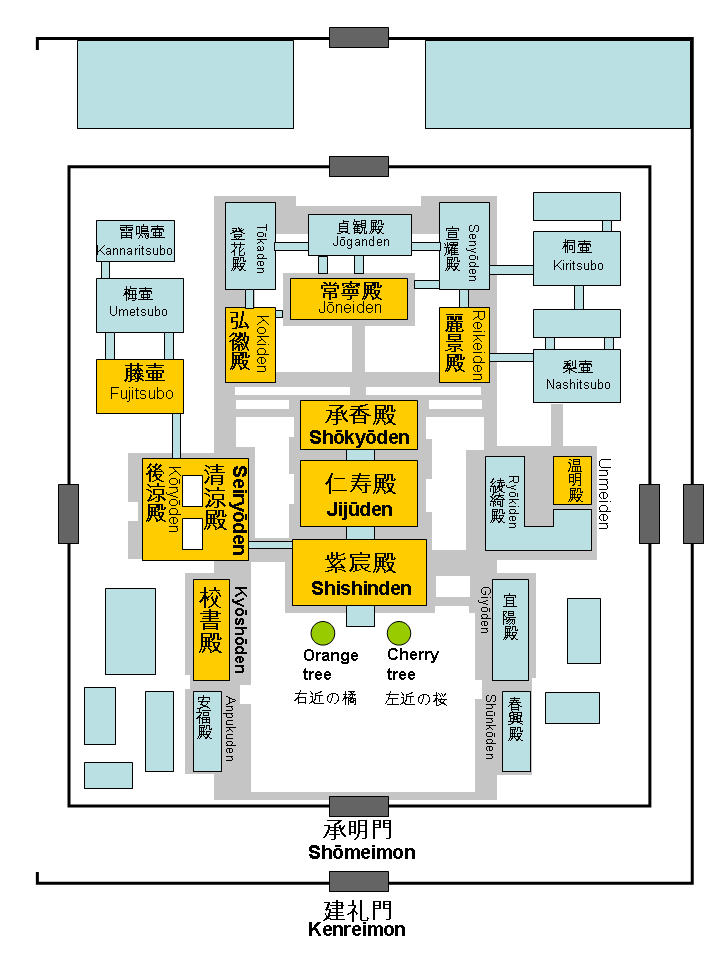
Plano esquemático del Palacio Interior (Dairi) del Palacio Heian.

fue una era japonesa (年号, 'nengō'?) posterior a la Tenchō y anterior Kashō.  abarca del año 834 al 848, siendo los emperadores gobernantes Junna-tennō (淳和天皇?) y Ninmyō-tennō (仁明天皇?).

## Cambio de era
- 14 de febrero de 834 Jōwa gannen (承和元年?): se creó una nueva era para marcar una serie de eventos. La era anterior terminó y la consiguiente comenzó en Tenchō 10, el 3.er día del primer mes de 834.[2]

## Eventos de la eraJōwa
- 11 de junio de 840 (Jōwa 7, 8° día del 5° mes):El Emperador Junna murió a los 55 años.[2]